# HD60489
HD60489 — хімічно пекулярна зоря спектрального класу A5, що має видиму зоряну величину в смузі V приблизно  6,5.
Вона  розташована на відстані близько 467,3 світлових років від Сонця.

## Фізичні характеристики
Зоря HD60489 обертається 
порівняно повільно 
навколо своєї осі. Проєкція її екваторіальної швидкості на промінь зору становить  Vsin(i)= 23км/сек.

## Пекулярний хімічний склад
Зоряна атмосфера HD60489 має підвищений вміст 
Si
.